# Zvíkov (hradiště)
Zvíkov je hradiště, které stávalo na místě hradu Zvíkov. Podle archeologických nálezů v prostoru bylo osídleno od  střední doby bronzové (1500 až 1300 př. n. l.) do doby hradištní (600 až 1200). Nejvíce nálezů pochází z mladší doby laténské (200 př. n. l. až 1 př. n. l.) a je možné, že tu v té době stálo oppidum, které bylo stejně jako blízké oppidum Nevězice jedním z bodů strategické soustavy podél vltavské obchodní cesty. Malá rozloha však hradiště řadí spíše mezi strategické opevněné objekty označované jako castellum.
Většina stop po bývalém hradišti byla setřena ve dvanáctém století při stavbě rozsáhlého královského hradu. Zachovaly se pouze vnější dvojitý příčný val a příkop, které přetínají jižní stranu skalnaté ostrožny nad soutokem Vltavy a Otavy. Opevnění nese stopy požáru, který zřejmě způsobil zánik hradiště.